# Madonna di Montecamera
Il santuario della Madonna di Montecamera è un edificio di culto cattolico situato nel comune di Gualdo Tadino, presso la frazione di San Pellegrino, e dedicato a Maria, madre di Gesù.

## La festa religiosa

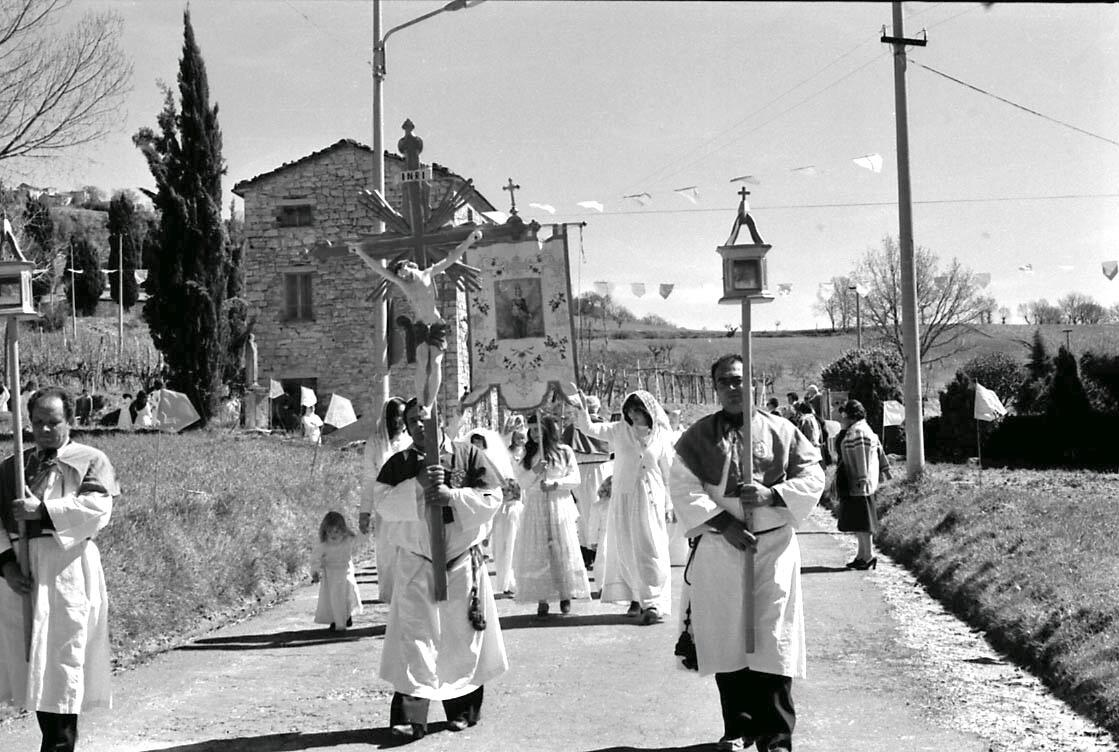
Processione della Madonna di Montecamera

Il primo martedì dopo la Pasqua, alle ore 6,45 del mattino, i devoti cattolici di Pieve di Compresseto, una frazione di Gualdo Tadino, si incamminano in processione presso questo santuario giungendovi alle ore 9,00.
Dopo la Santa Messa ed una breve colazione nei prati circostanti al Santuario, si riparte per Pieve di Compresseto per giungervi alle ore 12,30.
La festa ha origini molto antiche: si ha notizia di offerte per questa manifestazione religiosa già dal 1647:
(dal libro delle uscite del Santissimo Sacramento in Pieve di Compresseto anni 1628-1721, pag. 36a)

## La leggenda
Si racconta che, scoppiata una pestilenza, la popolazione sana, il martedì dopo Pasqua, andò in processione al santuario di Montecamera, distante sei chilometri, per implorare la grazia dalla Madonna; ebbene, quando tornò, si vide venire incontro gli appestati ormai guariti.
Da allora, ogni anno, i devoti di Pieve di Compresseto e delle località vicine tornano in pellegrinaggio, a piedi, al Santuario.